# Фігури розчинення

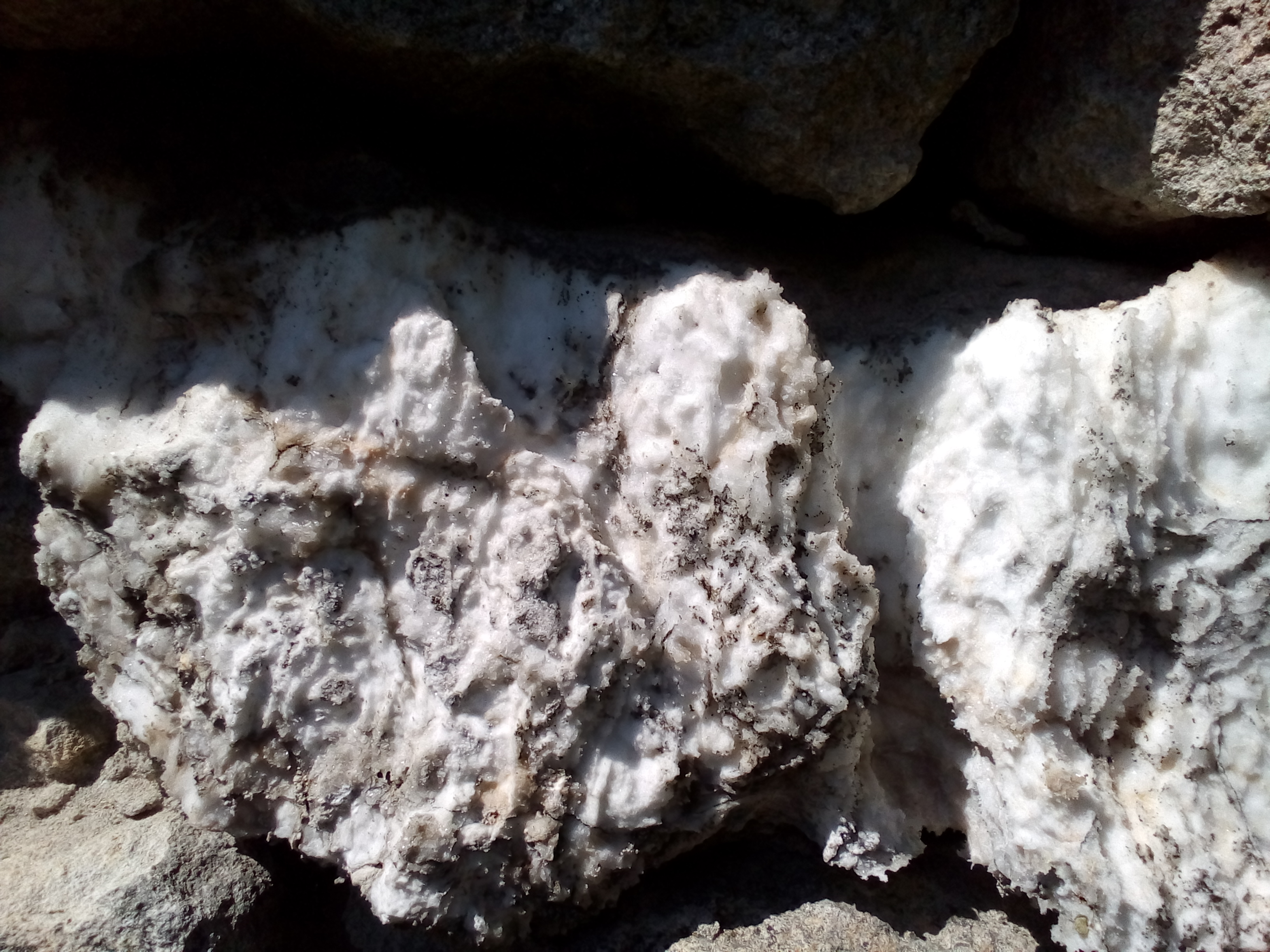
Фігури розчинення. Вапнякові породи. Прикарпаття.

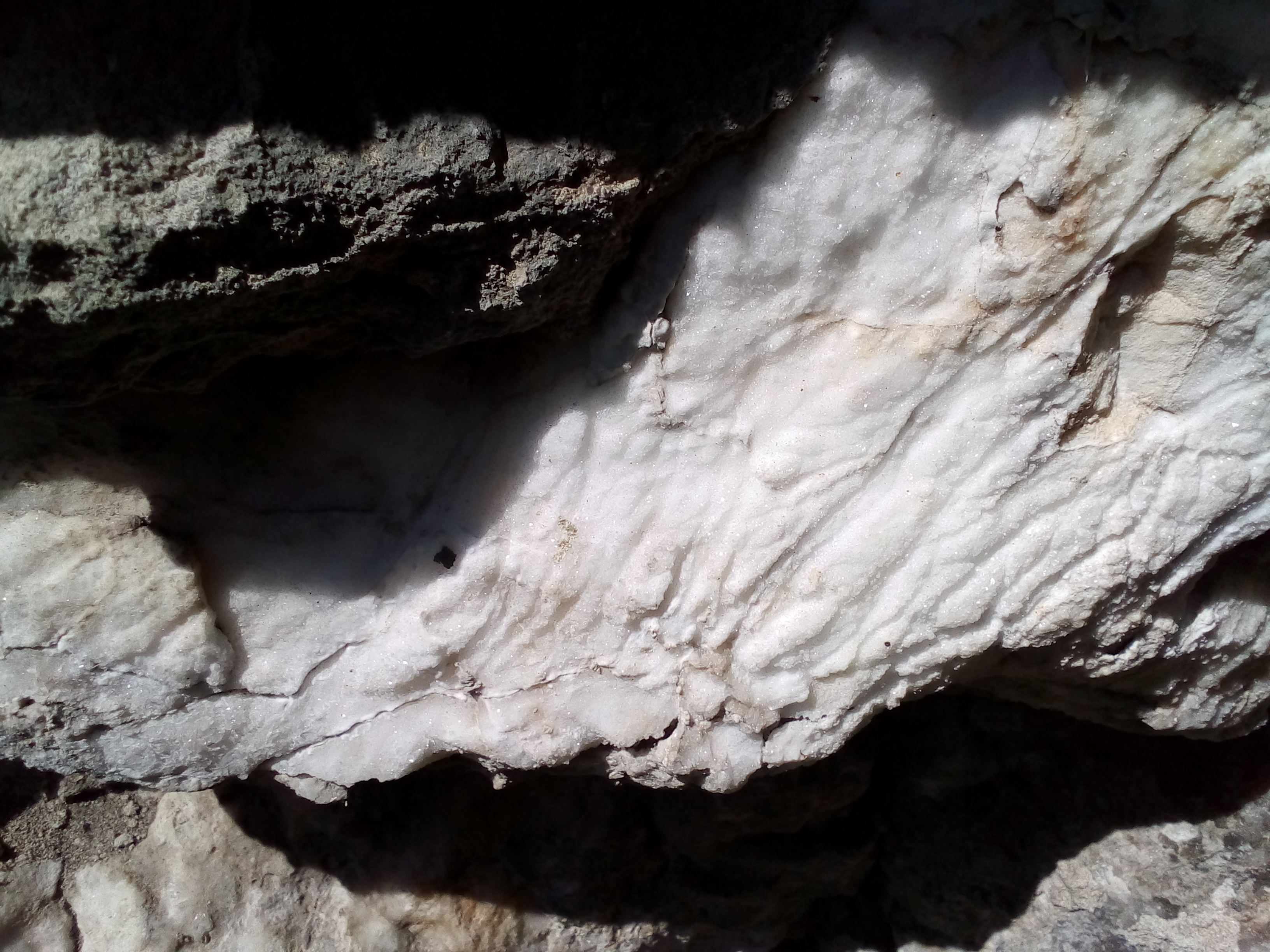
Фігури розчинення. Гіпсові породи. Прикарпаття.

Фігури розчинення (рос. фигуры растворения, англ. dissolution pattern, нім. die Auflösungsfiguren f pl) — фігури, які утворюються при розчиненні мінералу. У різних мінералів вони різні і залежать переважно від хімічного складу самого мінералу та хімічного середовища, в якому проходила його кристалізація. Ф.р. можуть бути неоднаковими для різних граней одного й того самого мінералу.

## Інтернет-ресурси
- Arthur N. Palmer. Patterns of dissolution porosity in carbonate rocks.